# Cho Mi-yeon
Cho Mi-yeon (em coreano: 조미연/曺薇娟; romaniz.: Jo Mi-yeon/Cho Miyŏn; nascida em Seo-gu, Incheon, Coreia do Sul, 31 de janeiro de 1997), mais conhecida como Miyeon (em coreano: 미연/薇娟; romaniz.: Mi-yeon/Miyŏn) é a vocalista principal do girl group sul-coreano (G)I-DLE e, também, participou do grupo virtual K/DA, onde também dublou a personagem Ahri, no videogame League of Legends, da Riot Games.

## Biografia

### Infância
Cho nasceu em 31 de janeiro de 1997. Ela é a única filha da família. Cho mostrou um grande interesse em cantar desde criança. Seu amor pela música foi inspirado por seu pai. Os pais de Cho logo reconheceram sua paixão e a enviaram para escolas de música para aprender várias habilidades, como violino, violão e piano. Ela acabou fazendo um teste para a YG Entertainment no ensino médio e passou os próximos 5 anos como trainee. No entanto, sua estreia foi frustrada e ela deixou a empresa.
Cho continuou a se dedicar à música ao se inscrever em uma academia de música para fortalecer suas habilidades vocais, bem como aprender a compor e produzir música. Cho passou cerca de oito anos como trainee antes de estrear com (G) I-dle.

### Carreira

#### 2016—2018: atividades pré-estreia
Em 2016, Cho tornou-se trainee na Cube Entertainment. Ela então se tornou uma cantora freelance e apareceu como cantora associada com Seulong no Urban Zakapa Canada Tour em setembro de 2016. Em 2017, ela apareceu em uma pequena participação no videoclipe "You" de Lim Seul-ong.

#### 2018—presente: estreia com (G)I-dle, colaborações e estreia como atriz
Cho estreou com (G)I-dle em 2 de maio de 2018 com seu mini-álbum I Am e a música-título "Latata".
Em 26 de outubro de 2018, foi confirmado que Cho se apresentaria na Cerimônia de Abertura da Final do Mundial de League of Legends 2018, juntamente com Soyeon, Madison Beer e Jaira Burns. As quatro cantoras deram voz ao grupo feminino de K-pop virtual K/DA, com Miyeon dando voz a Ahri, um dos campeões mais conhecidos de League of Legends. Junto com Evelynn na voz de Beer, Ahri é a vocalista principal do grupo. Sua música "Pop/Stars" se tornou viral no YouTube e liderou a parada de canções digitais mundiais da Billboard.
Em 2019, Cho colaborou com Hangzoo com a música "Cart" como parte do Channel Coe Share Project do Amoeba Culture X Devine.
Em 2020, ela apareceu no programa de competição musical King of Mask Singer da MBC. Ela venceu o primeiro turno com 64 pontos. Na segunda rodada, ela cantou "Goodbye Sadness and Hello Happiness" de Yoon Mi-rae, mas perdeu para Im Kang-sung. Sua performance vocal recebeu uma recepção calorosa tanto pelo público quanto pelos painéis. A voz de Cho foi descrita como esfumaçada, mas comovente. Em 27 de agosto de 2020, ela interpretou novamente para o personagem de League of Legends Ahri no grupo musical virtual K/DA para "The Baddest" com vocais de Soyeon de (G) I-dle, Bea Miller e Wolftyla. É um single do próximo EP de K/DA.
Em setembro de 2020, foi revelado que Cho faria sua estréia como atriz como atriz principal no web-drama Replay: The Moment como Yoo Hayoung, uma popular YouTuber e vocalista da banda. Ela tem uma personalidade fria e chique, mas uma pessoa generosa e de bom coração. O drama retrata um romance empático em um desajeitado e ansioso, mas sonhos e amor de reviver emoções passadas na juventude atual de dezoito anos.
Em outubro, Cho cantou "We Already Fell In Love" junto com Minnie como parte da trilha sonora de Do Do Sol Sol La La Sol  e em novembro cantou "My Destiny" como parte da trilha sonora de "Tale of the Nine Tailed".
Em 30 de novembro, Cho aparecerá em Seoul Connects U, um programa de viagens de variedades planejado e produzido em conjunto pela MBC e pela Seoul Tourism Foundation. O programa mostrará uma viagem no mesmo espaço e em momentos diferentes para fãs globais, conectando o passado e o presente de Seul por meio de fotos de estrelas e fãs em tempo real.
Em fevereiro de 2021, Miyeon cantou "Dreaming About You" como parte da trilha sonora de "Replay: The Moment".
Em abril de 2022, Cho criou sua música de debut, se chamada Drive, e consquista sua primeira vitória como solista em The Show.
"A cantora Cho Miyeon levou o troféu da atração com a sua música de debut, Drive, o álbum da integrante Cho Miyeon, do (G)I-DLE liderou o iTunes Top Albums em mais de 20 países, reafirmando o sucesso do debut."